# Professorsstriden i Norge 1904
Professorsstriden kallas i Norge den strid, som uppkom våren 1904 om besättandet av den efter Fredrik Petersen lediga professuren i systematisk teologi. 
Stipendiaten  Johannes Ording förklarades av centralkommittén kompetent, men på grund av hans åsikter i sakramentsläran ansågs hans anställning som lärare i dogmatik inte tillrådlig. Det inlöpte protester i mängd mot, att han skulle utnämnas, och professor Sigurd Odland insatte sin ställning på att hindra utnämningen. Utan resultat erbjöd man Ording en kompromiss, och regeringen utlyste då ny tävlan om professuren. Som sökande anmälde sig Ording ånyo samt teologie doktor Christian Ihlen. Ording utnämndes den 21 januari 1906 till professor. Med anledning därav avgick kyrkoministern Knudsen, och professor Odland utträdde ur teologiska fakulteten. Hans professur ombildades till att omfatta systematisk teologi och besattes med Ihlen, varjämte i professurens forna ämne, nytestamentlig exegetik, en docentur inrättades. I vidsträckta kyrkliga kretsar var man emellertid inte nöjd med denna lösning, och 1907 inrättades därför en privat "menighetsfakultet" med Odland som lärare i nytestamentliga ämnen. Teologie doktor Kristian Schjelderup föreslog i mars 1925, att teologiska fakulteten vid universitetet i Oslo skulle avskaffas, vilket framkallade ny häftig polemik.